# Novi Zdenkovac
Novi Zdenkovac is een plaats in de gemeente Čaglin in de Kroatische provincie Požega-Slavonië. De plaats telt 9 inwoners (2001).